# شرف بن راجح
شریف شرف بن راجح (عربی: شرف بن راجح؛ ۱۸۸۱–۱۹۵۵) از ۱ آوریل ۱۹۴۱ تا ۱ ژوئن ۱۹۴۱ نایب‌السلطنه پادشاهی عراق و همچنین سناتور اردنی و امیر طائف تا زمان مرگش بود. او که از خویشاوندان دور نایب‌السلطنه قبلی، شاهزاده عبدالله، بود، تحت نظر رشید عالی گیلانی منصوب شد تا کنترل میدان طلایی بر عراق را مشروعیت بخشد.

## زندگینامه
شرف بن راجح در سال ۱۸۸۱ در طائف به عنوان وارث امارت، در عربستان عثمانی آن زمان، متولد شد. او در فتح عسیر علیه مقامات عثمانی در جریان شورش اعراب شرکت داشت. تقریباً در همان زمان، او به عنوان امیر طائف، جانشین پدرش شد. او با حمله به ایستگاه‌های قطار، به مشارکت خود در این درگیری ادامه داد. او پس از تسلیم عثمانی‌ها، رهبری فتح مدینه را بر عهده داشت. او بعداً در سال ۱۹۲۵ به عراق نقل مکان کرد و پسرش عبدالحمید شرف را به عنوان جانشین خود داشت. در عراق، او به عنوان نایب‌السلطنه دوم منصوب شد.
در سال ۱۹۵۰، به امان نقل مکان کرد و از سال ۱۹۵۰ تا ۱۹۵۵ در سنای اردن خدمت کرد. او در سال ۱۹۵۵ درگذشت.

## به عنوان نایب‌السلطنه
شاهزاده عبدالله برای جلوگیری از اینکه قدرت قانونی او برای حمایت از میدان طلایی اعمال شود، در سال ۱۹۴۱ از کاخ سلطنتی گریخت. پس از این، رشید عالی گیلانی به دنبال آوردن یک نایب‌السلطنه جدید بود. بنابراین، او از خویشاوند سلطنتی دور شرف بن راجح خواست تا به دولت مشروعیت ببخشد. سپس عبدالله به صورت غیابی به جرم «تلاش برای تضعیف ارتش، آسیب رساندن به وحدت ملی و نقض قانون اساسی» متهم شد. این دولت جدید توسط آلمانی‌ها به رسمیت شناخته شد، اما بریتانیایی‌ها آن را به رسمیت نشناختند.